# Soparnik
Soparnik, zeljenik ili uljenjak jest pita od blitve, specijalitet iz dalmatinskih Poljica. Soparnik se izrađuje od dva sloja tankoga nedizanog tijesta od finoga brašna s nadjevom od blitve i luka, a peče se na užarenoj ploči otvorenog ognjišta, komina, prekriven finim žarom i pepelom. Tradicionalno se pripremao u vrijeme velikog posta i za proslave.
Jelo je vjerojatno nastalo pod orijentalnim utjecajem, što se  može vidjeti u nazivu prema turskoj riječi sopa za štap te okrugloj dasci za valjanje tijesta zvanoj sinija, od turske riječi sini za pladanj.
Priprema soparnika zaštićeno je nematerijalno kulturno dobro Republike Hrvatske.

## Priprema
Blitva se očisti na način da ostane samo zeleni dio lista. Tako izrezana blitva se opere i dobro osuši te se nareže na trakice. Blitvi se zatim dodaje usitnjeni luk pa se sve posoli i prelije maslinovim uljem. U nekim se krajevima dodaje peršin ili nasjeckani bijeli kupus.
Tijesto se u naćvama mijesi od brašna, malo soli, maslinova ulja i vode po potrebi. Tako pripremljeno tijesto se podijeli na dva jednaka dijela pa se malo ostavi na strani.
Tijesto se prebacuje na pobrašnjenu dasku (siniju), razvuče do vrlo tankog sloja i oblikuje u krug. Na nj se zatim stavlja smjesa od blitve i luka te se ta smjesa prekriva drugom polovicom tijesta, razvučenog na isti način. Dva sloja tijesta spajaju se uvijanjem gornjeg sloja preko donjeg, prema unutra. Soparnik se peče oko 20 minuta. U Poljicima se soparnik peče na kominu, a prekriva se žeravicom. Pečen je kada porumeni. Premazuje se maslinovim uljem u koje je dodan protisnuti češnjak.
Nakon što je poljički soparnik bio uvršten na listu zaštićenih kulturnih dobara, Poljičani su najavili zaštitu ovog proizvoda na razini EU te još nekoliko autohtonih jela specifičnih za ovaj kraj, kao što je kozletina na brstinama. Europska komisija odobrila je unos ovog hrvatskog proizvoda u registar zaštićenih oznaka zemljopisnog podrijetla (ZOZP) 5. travnja 2016.

## Vanjske poveznice
|  | Zajednički poslužitelj ima još gradiva o temi Soparnik |